# اجنوس
اجنوس (انگلیسی: Agenus Inc. پیشتر Antigenics Inc.) یک شرکت زیست‌فناوری مستقر در لکسینگتون، ماساچوست می‌باشد. اجنوس در سال ۱۹۹۴ توسط گارو آرمن و پراموند کی. سریواستاوا بنیانگذاری شد.